# Tanith Lee
Tanith Lee (n. 19 septembrie 1947, Londra, Anglia, Regatul Unit – d. 24 mai 2015, East Sussex, Anglia, Regatul Unit) a fost o scriitoare britanică de science fiction, horror și fantasy. A scris peste 90 de romane și peste 300 de povestiri, o carte pentru copii (Animal Castle) și numeroase poezii. A scris scenariul a 2 episoade BBC Blake's 7. Ea este prima femeie care a câștigat British Fantasy Award pentru cel mai bun roman  pentru cartea ei Death's Master (1980).

## Premii
Premiul Nebula
- 1975: The Birthgrave (nominalizare, cel mai bun roman)
- 1980: Red As Blood (nominalizare, cea mai bună povestire)

World Fantasy Awards
- 1979: Night's Master (nominalizare, cel mai bun roman)
- 1983: "The Gorgon" (câștigat, cea mai bună povestire)
- 1984: "Elle Est Trois, (La Mort)" (câștigat, cea mai bună povestire)
- 1984: "Nunc Dimittis" (nominalizare, cea mai bună nuvelă)
- 1984: Red As Blood, or, Tales From The Sisters Grimmer (nominalizare, cea mai bună antologie/colecție)
- 1985: Night Visions 1 (nominalizare, cea mai bună antologie/colecție)
- 1987: Dreams Of Dark And Light (nominalizare, cea mai bună antologie/colecție)
- 1988: Night's Sorceries (nominalizare, cea mai bună antologie/colecție)
- 1999: "Scarlet And Gold" (nominalizare, cea mai bună nuvelă)
- 2006: "Uous" (nominalizare, cea mai bună nuvelă)
- 2013: Premiul World Fantasy pentru realizări de o viață[11]

World Horror Convention
- 2009: Grand Master Award [12]

British Fantasy Awards
- 1979: Quest For The White Witch (nominalizare, cea mai bună nuvelă)
- 1980: Death's Master (câștigat, cel mai bun roman)[13]
- 1980: "Red As Blood" (nominalizare, cea mai bună povestire)
- 1981: Kill The Dead (nominalizare, cel mai bun roman)
- 1999: "Jedella Ghost" (nominalizare, cea mai bună povestire)
- 2000: "Where Does The Town Go At Night?" (nominalizare, cea mai bună povestire)

Lambda Awards
- 2010: Disturbed by Her Song (nominalizare, cea mai bună literatură SF cu tematică LGBT)

## Legături externe
- Daughter of the Night – official annotated Tanith Lee bibliography
- Tanith Lee on The Silver Metal Lover (1981) – 2009 account by Lee
- Biography on the Internet Book List
- Tanith Lee la Internet Speculative Fiction Database
- Tanith Lee la Library of Congress Authorities, cu 71 înregistrări de catalog